# Пинтус, Курт
Курт Пи́нтус (нем. Kurt Pinthus; псевдоним — Па́улюс По́ттер, нем. Paulus Potter; 29 апреля 1886, Эрфурт — 11 июля 1975, Марбах-на-Неккаре, Баден-Вюртемберг) — немецкий писатель, журналист.

## Биография

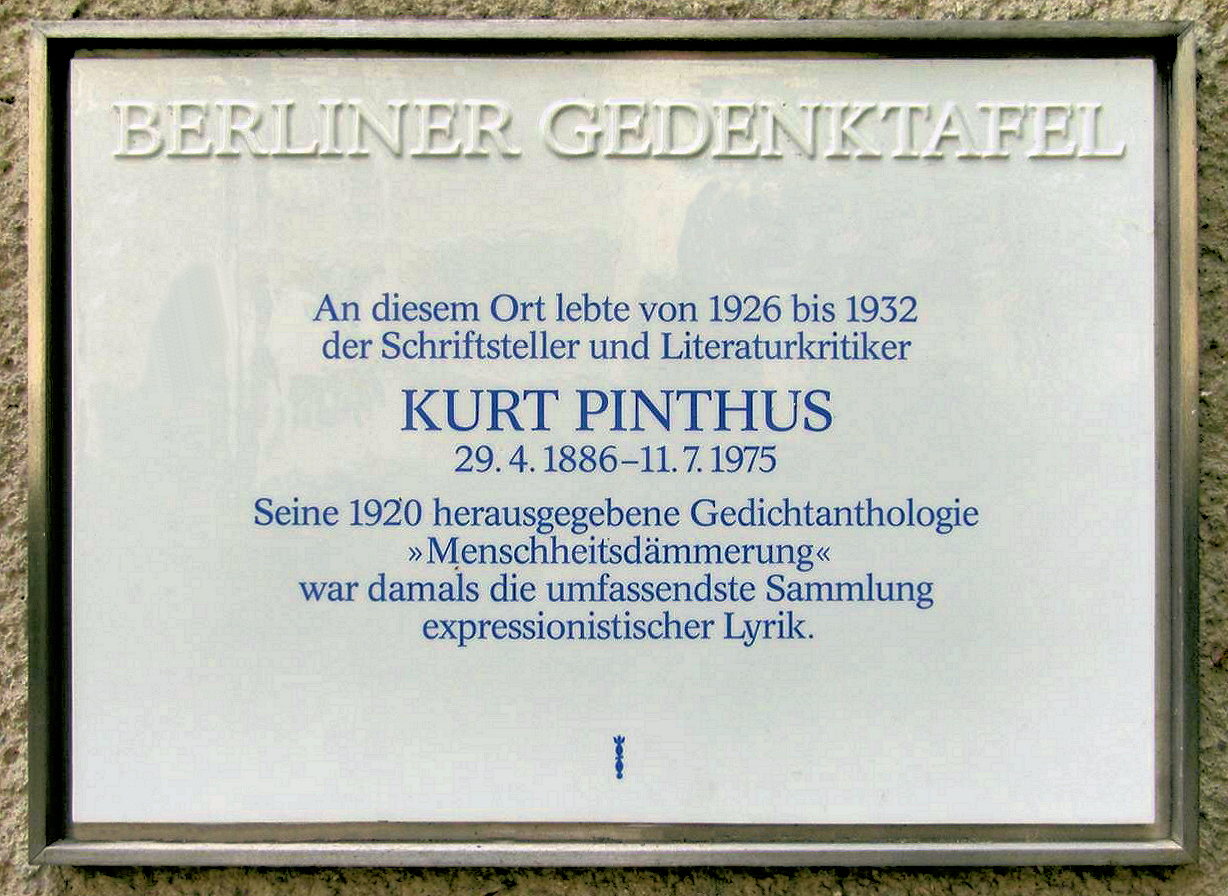
Мемориальная доска на доме № 2 по Хайльброннерштрассе (Берлин, Шёнеберг), где жил Курт Пинтус

Окончил эрфуртскую Королевскую гимназию. Изучал историю литературы, философию и историю во Фрайбургском университете, затем в университетах Берлина, Женевы и Лейпцига, где в 1910 году получил степень доктора философии.
Являясь активным сторонником и пропагандистом экспрессионистского направления в немецкой литературе, поддерживал близкие творческие и личные отношения с Иоганнесом Бехером, Готфридом Бенном, Максом Бродом, Теодором Дойблером, Альбертом Эренштейном, Куртом Хиллером, Францем Кафкой, Францем Верфелем и Паулем Цехом. В качестве литературного консультанта издательства Rowohlt и редактора издательства Kurt Wolff содействовал публикации произведений многих немецких писателей-экспрессионистов. В период Ноябрьской революции в Германии участвовал в совете солдатских депутатов. В 1919—1920 годах составил и опубликовал коллективную поэтическую антологию «Сумерки человечества», ставшую основополагающим изданием и манифестом литературы немецкого экспрессионизма.
В начале 1920-х годов был штатным драматургом в частном берлинском театре Макса Рейнхардта, сотрудничал в качестве журналиста в нескольких немецких и международных газетах и журналах. В 1925—1933 годах работал диктором и членом литературной комиссии берлинского радио Funk-Stunde. После прихода нацистов к власти в 1933 году оказался в числе авторов, чьи книги подлежали сожжению. В 1937 году эмигрировал в США.
В 1938—1940 годах состоял доцентом в Новой школе социальных исследований (англ. New School for Social Research) в Нью-Йорке, в 1941—1947 годах — научным консультантом театрального фонда Библиотеки Конгресса в Вашингтоне. С 1947 по 1961 год преподавал историю театра в нью-йоркском Колумбийском университете. С 1957 года совершал неоднократные поездки в Европу; в 1967 году окончательно вернулся в Германию. Последние годы жизни провёл в Марбах-ам-Неккаре, сотрудничая с Немецким литературным архивом при национальном Шиллеровском музее.